# Private Dancer (single)
"Private Dancer" is een nummer geschreven door Mark Knopfler en gezongen door Tina Turner. De single staat op het album waarmee Tina Turner als soloartiest doorbrak: Private Dancer. Het was een van Turners succesvolste singles met een 7e plaats in de Billboard Hot 100.

## Achtergrond
De track zou origineel op het Dire Straits-album Love over Gold komen te staan. Nadat het instrumentale deel was opgenomen zou de zang worden toegevoegd. Mark Knopfler vond het nummer echter niet bij een mannelijke zanger passen en zo werd het op het laatste moment van het album gehaald. Twee jaar later gebruikte Tina Turner het nummer voor haar album met Jeff Beck op gitaar en behalve Mark Knopfler wel de rest van de band Dire Straits.

## Hitnoteringen

### Nederlandse Top 40
| Hitnotering: 20-10-1984 t/m 22-12-1984 | Hitnotering: 20-10-1984 t/m 22-12-1984 | Hitnotering: 20-10-1984 t/m 22-12-1984 | Hitnotering: 20-10-1984 t/m 22-12-1984 | Hitnotering: 20-10-1984 t/m 22-12-1984 | Hitnotering: 20-10-1984 t/m 22-12-1984 | Hitnotering: 20-10-1984 t/m 22-12-1984 | Hitnotering: 20-10-1984 t/m 22-12-1984 | Hitnotering: 20-10-1984 t/m 22-12-1984 | Hitnotering: 20-10-1984 t/m 22-12-1984 | Hitnotering: 20-10-1984 t/m 22-12-1984 | Hitnotering: 20-10-1984 t/m 22-12-1984 |
| Week:                                  | 1                                      | 2                                      | 3                                      | 4                                      | 5                                      | 6                                      | 7                                      | 8                                      | 9                                      | 10                                     |                                        |
| -------------------------------------- | -------------------------------------- | -------------------------------------- | -------------------------------------- | -------------------------------------- | -------------------------------------- | -------------------------------------- | -------------------------------------- | -------------------------------------- | -------------------------------------- | -------------------------------------- | -------------------------------------- |
| Positie:                               | 25                                     | 12                                     | 6                                      | 4                                      | 4                                      | 4                                      | 7                                      | 9                                      | 14                                     | 25                                     | uit                                    |

### NederlandseSingle Top 100
| Hitnotering: 20-10-1984 t/m 05-01-1985 | Hitnotering: 20-10-1984 t/m 05-01-1985 | Hitnotering: 20-10-1984 t/m 05-01-1985 | Hitnotering: 20-10-1984 t/m 05-01-1985 | Hitnotering: 20-10-1984 t/m 05-01-1985 | Hitnotering: 20-10-1984 t/m 05-01-1985 | Hitnotering: 20-10-1984 t/m 05-01-1985 | Hitnotering: 20-10-1984 t/m 05-01-1985 | Hitnotering: 20-10-1984 t/m 05-01-1985 | Hitnotering: 20-10-1984 t/m 05-01-1985 | Hitnotering: 20-10-1984 t/m 05-01-1985 | Hitnotering: 20-10-1984 t/m 05-01-1985 | Hitnotering: 20-10-1984 t/m 05-01-1985 | Hitnotering: 20-10-1984 t/m 05-01-1985 |
| Week:                                  | 1                                      | 2                                      | 3                                      | 4                                      | 5                                      | 6                                      | 7                                      | 8                                      | 9                                      | 10                                     | 11                                     | 12                                     |                                        |
| -------------------------------------- | -------------------------------------- | -------------------------------------- | -------------------------------------- | -------------------------------------- | -------------------------------------- | -------------------------------------- | -------------------------------------- | -------------------------------------- | -------------------------------------- | -------------------------------------- | -------------------------------------- | -------------------------------------- | -------------------------------------- |
| Positie:                               | 22                                     | 5                                      | 4                                      | 6                                      | 7                                      | 7                                      | 9                                      | 14                                     | 18                                     | 24                                     | 34                                     | 42                                     | uit                                    |

### NPO Radio 2 Top 2000
| Nummer met noteringen in de NPO Radio 2 Top 2000 | '99 | '00 | '01 | '02 | '03 | '04 | '05 | '06 | '07 | '08 | '09 | '10 | '11 | '12 | '13 | '14 | '15 | '16 | '17 | '18 | '19 | '20 | '21 | '22 | '23 | '24 |
| ------------------------------------------------ | --- | --- | --- | --- | --- | --- | --- | --- | --- | --- | --- | --- | --- | --- | --- | --- | --- | --- | --- | --- | --- | --- | --- | --- | --- | --- |
| Private Dancer                                   | 196 | 355 | 475 | 371 | 322 | 340 | 319 | 394 | 533 | 384 | 473 | 479 | 516 | 881 | 701 | 739 | 840 | 811 | 932 | 615 | 637 | 725 | 754 | 811 | 428 | 646 |

1. ↑  Een vetgedrukt getal geeft de hoogste notering aan.